# Vallam
Vallam è una suddivisione dell'India, classificata come town panchayat, di 14.495 abitanti, situata nel distretto di Thanjavur, nello stato federato del Tamil Nadu. In base al numero di abitanti la città rientra nella classe IV (da 10.000 a 19.999 persone).

## Geografia fisica
La città è situata a 10° 45' 19 N e 79° 04' 04 E.

## Società

### Evoluzione demografica
Al censimento del 2001 la popolazione di Vallam assommava a 14.495 persone, delle quali 6.990 maschi e 7.505 femmine. I bambini di età inferiore o uguale ai sei anni assommavano a 1.601, dei quali 835 maschi e 766 femmine. Infine, coloro che erano in grado di saper almeno leggere e scrivere erano 10.566, dei quali 5.402 maschi e 5.164 femmine.